# Himnes dèlfics a Apol·lo

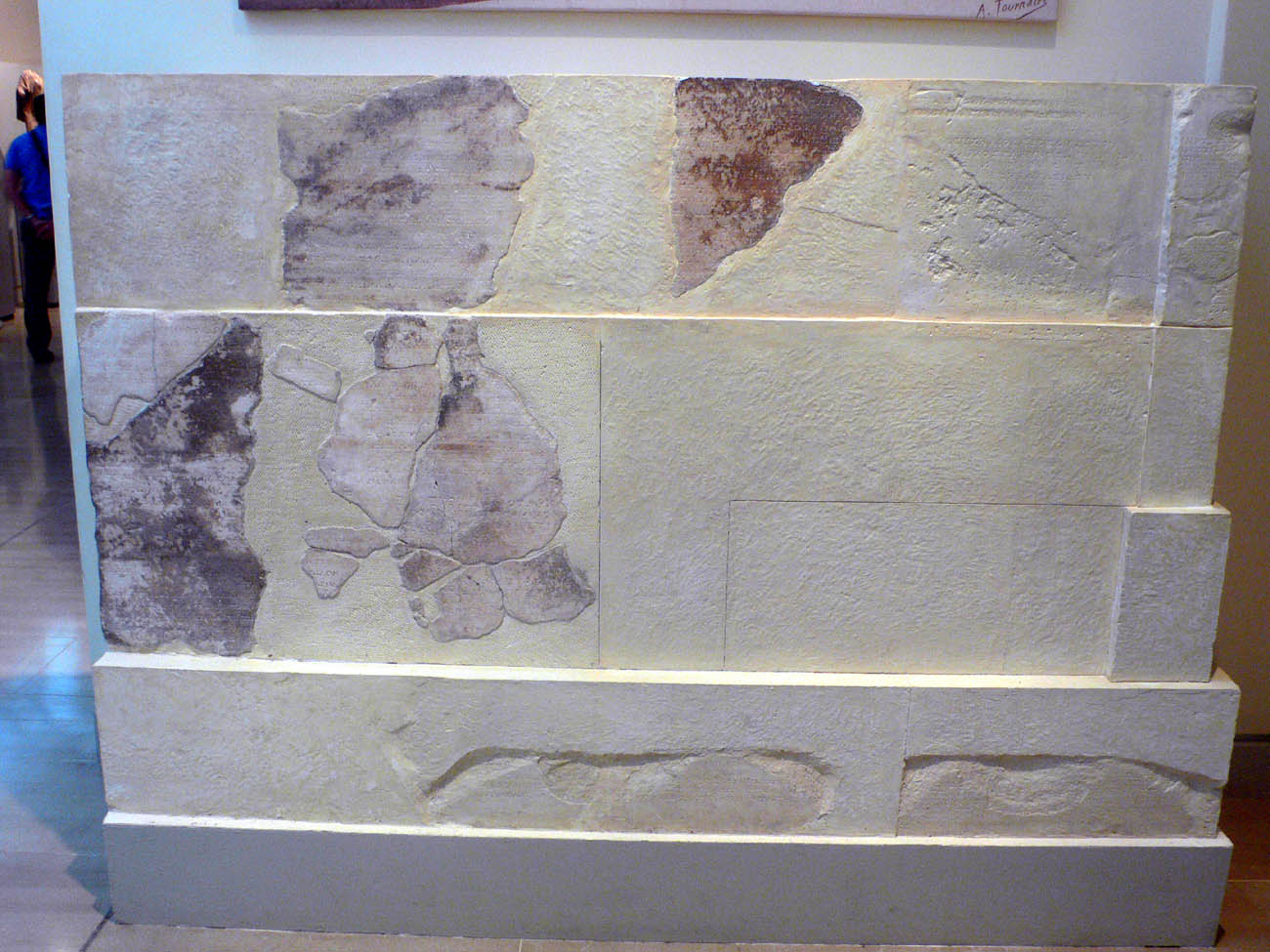
Els fragments de tots dos himnes al Museu Arqueològic de Delfos.

Els Himnes dèlfics a Apol·lo són dues composicions musicals de la Grècia Antiga que es conserven en fragments. Van ser escrits per representar-se a la processó de la Pitaida al voltant de l'any 128 a. C. Es troben dins de les composicions musicals més antigues l'autoria de les quals es coneix.

## Història
Els himnes es dirigeixen al déu Apol·lo, van ser trobats el 1893, inscrits en fragments de pedra de la paret exterior sud del tresor atenès en Delfos, per l'arqueòleg francès Théophile Homolle. El filòleg Henri Weil va reconstruir el text grec i l'arqueòleg Théodore Reinach va fer la transcripció musical a notació moderna. La reconstrucció dels fragments va estar facilitada pel fet que el primer himne utilitza notació vocal, i el segon empra notació instrumental.
Per molt temps es va creure que el Primer Himne va ser escrit per un atenès, doncs l'encapçalament en la inscripció és difícil de llegir, però una revisió acurada ha revelat que no es tracta del toponímic Αθηναίος (Athenaíos, “atenès”) sinó d'un nom: Ἀθήναιος Ἀθηναίου (Athénaios Athenaíou, “Ateneu fill d'Ateneu”) qui va treballar principalment a la dècada a partir de l'any 138 a. C. El Segon Himne ha estat datat amb precisió l'any 128 a. C. en el qual va ser representat. El nom del compositor també s'ha preservat posat que en l'encapçalament i en una inscripció separada es llegeix: “Limenius, fill de Thoinos, un atenès.”
L'ocasió de representació de tots dos himnes era la Pitaida, una processó religiosa especial dels atenesos cap a Delfos.

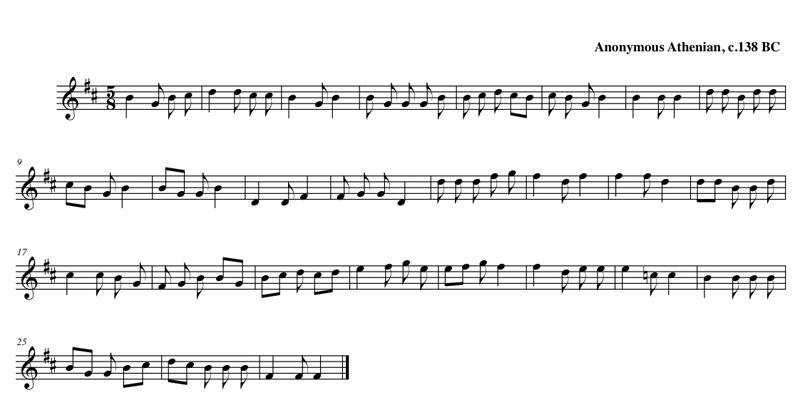
Fragment del Primer Himne Dèlfic (text omès). Alguns dels tons en aquesta versió són suposicions; per consultar quins són els tons llegibles, veure el llibre de Pöhlmann i West, pàg. 62–85.

## Contingut
Els símbols musicals han estat interpretats pels experts gràcies a un tractat d'Alipio, un musicògraf alexandrí de l'Antiguitat Tardana (mitjans del segle iv), que ens va llegar taules de signes musicals en dues notacions, vocal i instrumental. Els versos estan relacionats amb diversos esdeveniments de la vida d'Apol·lo, com el seu naixement, la seva arribada a Delfos, el seu recolzament a la invasió celta dels Balcans, etc.

## Primer Himne Dèlfic
A més de ser un dels fragments més primerencs de música antiga, el Primer Himne també pot haver estat el més llarg, potser fins i tot més llarg que el Segon Himne, que compta amb 40 línies; malauradament, el Primer Himne no es conserva complet (la peça completa conservada més primerenca en la història de la música és l'Epitafi de Seikilos, datat entre el segle II a.C. i el segle I a.C.).
Ambdós himnes són monòdics (només consta una línia melòdica), però es diferencien per la seva notació. El Primer Himne està escrit en la (així anomenada) notació vocal, i la seva mètrica es basa en peus crètics (quíntuples). Es canta en els modes frigi i hiperfrigi (amb moltes variants). Es produeix un efecte pentatònic arcaic en els tetracords més baixos en evitar la nota lichanos mentre per sobre de la nota mese (el Do central) hi ha modulació entre un tetracord cromàtic per graus conjunts (do re♭ re fa) i un de diatònic per graus separats (re el meu♭ fa sol), estès per dues notes cromàtiques addicionals, la♭ i la.
La manera exacta d'interpretar-ho ens és desconeguda, però Limenio està esmentat per separat com a intèrpret mestre de la kithāra; probablement acompanyant a un o diversos cantants.
El Primer Himne consta de dues parts grans, un Peán (línies 1–27) i un altre que es podria haver anomenat Hyporchema (línies 27–34).

## Segon Himne

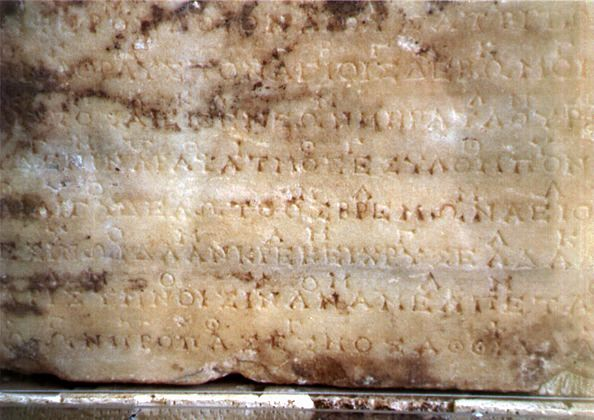
Fotografia de la pedra original a Delfos que conté el segon dels dos himnes a Apol·lo.
La notació musical són els símbols ocasionals per sobre de la línia ininterrompuda del text grec.

El Segon Himne està encapçalat com Peán i Prosòdia al Déu. Consta de deu seccions en total, les primeres nou, en peus crètics, constitueixen el peán; el desè, en versos eòlics, és la prosòdia. Les seves tonalitats són:
1. Lidi
2. Hipolidi
3. Hipolidi
4. Lidi cromàtic
5. Hipolidi
6. Hipolidi
7. Lidi cromàtic
8. Hipolidi
9. Lidi
10. Lidi

## Conseqüències
Aquests himnes han estat exhaustivament examinats pels musicòlegs i hi ha hagut molts esforços per interpretar-los amb rèpliques d'instruments musicals antics. La primera vegada que es van representar va ser el 1894, tan sols un any després del seu descobriment, durant la convenció atlètica internacional per a l'establiment de les primeres Olimpíades modernes.

## Enregistraments
- Arda Mandikian, soprano armènia, els va gravar a Delfos, el 1950
- Ensemble Kérylos Musiques de l'Antiquité Grecque: De la pierre au son, dirigit per Annie Bélis. K617, 1996. K617-069.
- Ensemble Kérylos D'Euripide aux premiers chrétiens: musiques de l'antiquité grecque et romaine, dirigit per Annie Bélis. 2016. Tots dos himnes, el primer cantat per un baríton (Jan Jeroen Bredewold) amb tympanon (Annie Bélis), i el segon per un baix-baríton (Frédéric Albou) amb kithara (Benoît Tessé) aulós traverso (Nathalie Berland).
- Music of Ancient Greece. Orquestra OP & PO, dirigida per Christodoulos Halaris. Orata. ORANGM 2013.
- Music of the Ancient Greeks. De Organographia: Gayle Stuwe Neuman, Philip Neuman i William Gavin. Pandourion Records, 1997. PRDC 1001.
- Musique de la Grèce antique. Atrium Musicæ de Madrid, dirigit per Gregorio Paniagua, Harmonia Mundi (França), 1979. HMA 1901015.